# فالنزا
فالنزا (بالإيطالية: Valenza)‏ هي بلدية في مقاطعة ألساندريا في إقليم بييمونتي في إيطاليا.

## السكان
في سنة 1861 بلغ عدد السكان 10٬702 نسمة، وتطور العدد ليصل في سنة 2011 لـ 19٬671 نسمة.
يظهر هذا المخطط البياني تطور النمو السكاني لـ فالنزا

## أعلام
- ألبرتو جيربو